# 강릉중학교
강릉중학교(江陵中學校)는 대한민국 강원특별자치도 강릉시 입암동에 있는 공립 중학교이다.

## 학교 연혁
- 1951년 8월 31일 : 본교 설립인가(24학급), 제1대 최용근 교장 취임
- 1951년 9월 14일 : 강릉농업중학교, 강릉상업중학교(2, 3학년) 병합
- 1951년 9월 17일 : 본교 개교(20학급)
- 1952년 3월 25일 : 제1회 졸업식(359명)
- 1967년 10월 28일 : 왕산분교 설립인가(3학급 남녀공학)
- 1970년 3월 1일 : 왕산분교가 본교로 승격
- 1972년 7월 1일 : 축구단 결단식
- 1976년 11월 16일 : 합숙소(필승의 집) 신축
- 1994년 3월 31일 : 학생체육관(성지관) 준공
- 2006년 12월 25일 : 도서관(해오름관) 준공
- 2009년 9월 10일 : 급식소(수라관) 신축 개소식(480석)
- 2012년 11월 29일 : 인조 잔디 구장 개장
- 2014년 3월 1일 : 선진형 교과교실제 운영
- 2025년 1월 6일 : 제74회 졸업식 248명(졸업생 누계 31,363명)
- 2025년 3월 1일 : 제28대 윤소영 교장 부임
- 2025년 3월 4일 : 2025년 입학식(신입생 252명)

## 참고 자료
- 강릉중학교 - 한국교육학술정보원 학교알리미